# Foeyonghai
Foeyonghai (Chinees: 芙蓉蟹, Kantonese uitspraak: "foe yong haai") is een Chinees gerecht van omelet in een tomatensaus.

## Naam
Een gebruikelijke schrijfvariant, die in restaurants en in recepten vaak gebruikt wordt, is "foe jong hai" met een j in plaats van een y. 
Volgens het Chinees Indisch kookboek Lecturama uit 1979 is foeyong het eigerecht. Voegt men er krab aan toe, dan wordt het foeyonghai; met kip heet het "foe yong kai"(芙蓉鸡, Chinees: "kai" is kip), en met garnalen "foe yong ha"(芙蓉虾, Chinees: "ha" is garnalen).
Het Chinese "foe yong" is Kantonees dialect voor hibiscus (Mandarijns: 芙蓉, pinyin: fúróng), een bloemennaam die eraan gegeven is, omdat het uiterlijk van het gerecht associaties met die bloem zou oproepen.

## Ingrediënten en toebereiding
Oorspronkelijk was cha siu (叉烧) een basisingrediënt samen met lente-ui. Later werd het een soort roerei gemengd met garnalen of krab (蟹). De toevoeging van de befaamde foeyonghaisaus, een simpele zoete, maar dikke tomatensaus, is een andere aanpassing.
Tegenwoordig is het recept nog verder aangepast, en kan men het vegetarisch verkrijgen. 